# Drăganu-Olteni
Drăganu-Olteni – wieś w Rumunii, w okręgu Ardżesz, w gminie Drăganu. W 2011 roku liczyła 610 mieszkańców.